# Edite Estrela

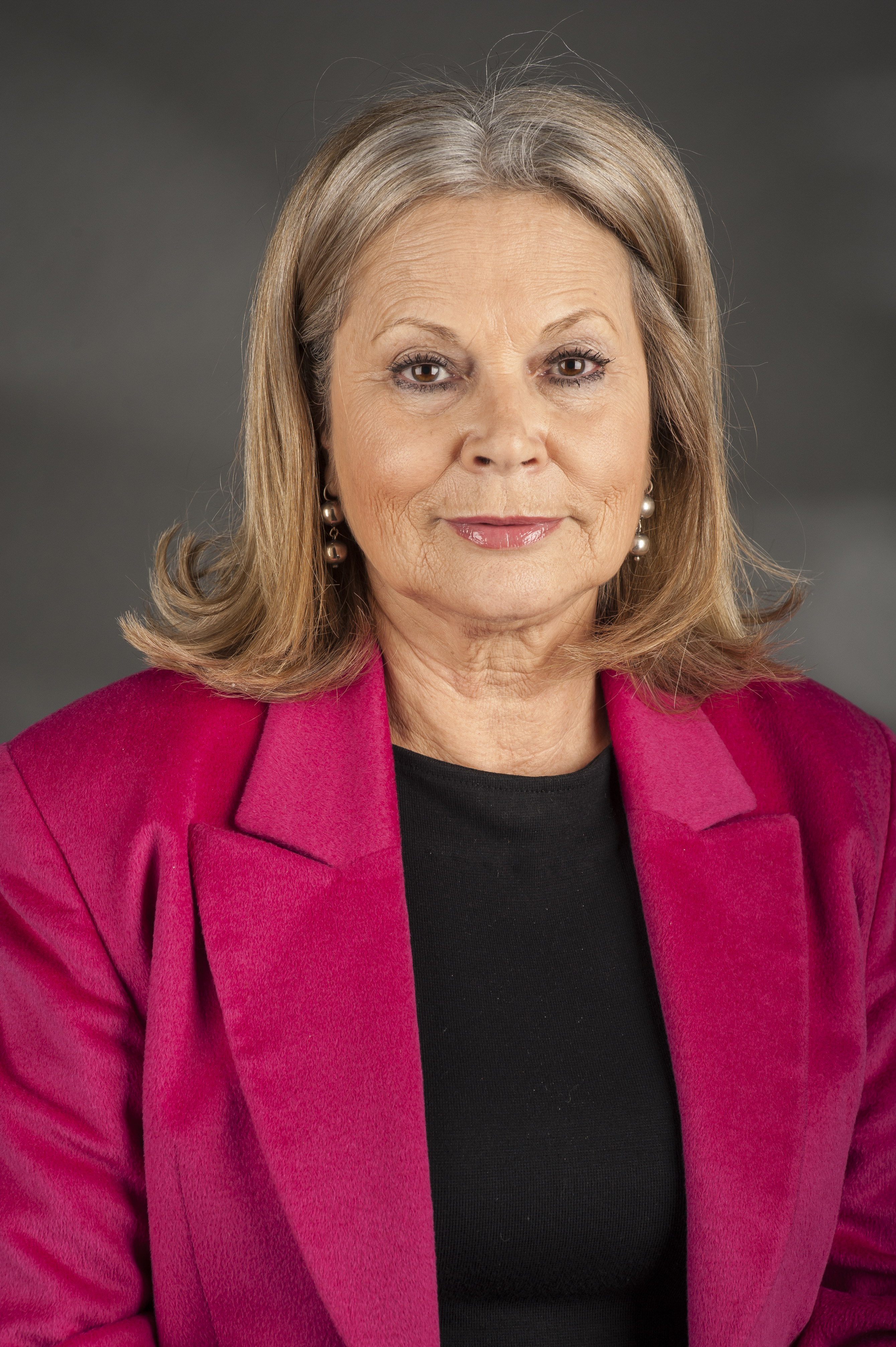
Edite Estrela

Edite Fátima dos Santos Marreiros Estrela (* 28. Oktober 1949 in Belver (Carrazeda de Ansiães)) ist eine portugiesische Politikerin. Sie ist Mitglied der Partido Socialista (PS) und Abgeordnete im Europäischen Parlament. Zu ihren Schwerpunkten zählen Frauenrechte.
Estrela legte den Bachelor in klassischer Philologie und den Master in Medienwissenschaften ab. Von 1973 bis 1986 arbeitete sie als Lehrerin für portugiesische Literatur, später war sie Autorin von Fernseh- und Radioprogrammen über die portugiesische Sprache, die sie auch selber moderierte. Darüber hinaus war sie ständige Mitarbeiterin bei verschiedenen Zeitungen und Nachrichtenmagazinen und von 1988 bis 1994 Vizepräsidentin des portugiesischen Schriftstellerverbandes. Sie wurde mit mehreren nationalen und internationalen Auszeichnungen bedacht.
Der PS trat Estrela 1981 bei, dort hatte sie zahlreiche hohe Positionen inne. Von 1994 bis 2002 bekleidete sie das Amt der Bürgermeisterin von Sintra, in dieser Zeit war sie auch stellvertretende Regierungspräsidentin des Großraums Lissabon. Von 1988 bis 1994 und noch einmal von 2002 bis 2004 saß sie in der Assembleia da República. Seit 2004 gehört sie dem Europäischen Parlament an, seitdem ist sie dort auch stellvertretende Vorsitzende des Ausschusses für die Rechte der Frau und die Gleichstellung der Geschlechter. 2013 war sie federführend beim Entschließungsantrag A7-0306/2013.